# Plagiochila fuscolutea
Plagiochila fuscolutea là một loài rêu tản trong họ Plagiochilaceae. Loài này được Taylor miêu tả khoa học lần đầu tiên năm 1846.